# My Little Pony: Equestria Girls – Forgotten Friendship
My Little Pony: Equestria Girls – Forgotten Friendship (Brasil: My Little Pony: Equestria Girls – Amizade Esquecida / Portugal: My Little Pony: Equestria Girls – Uma Amizade Para Recordar) (Most Likely to Be Forgotten e Sunset Shimmer's Saga conhecido no YouTube) é uma série animada como especial para televisão estadunidense e canadense de 2018, baseado na franquia do mesmo nome, na websérie Digital Series e um spin-off da série animada de My Little Pony: A Amizade É Mágica da Hasbro. Considerado o primeiro especial de uma hora. O especial tem duração de 44 minutos, mas foi sido anunciado e publicado uma versão estendida, com duração de 50 minutos no YouTube. Nos Estados Unidos, foi exibido no dia 17 de fevereiro de 2018, no canal Discovery Family. Este especial foi transformado como websérie, que contém uma temporada de 5 episódios. A websérie foi exibida no dia 9 de março de 2018, no canal da Hasbro no YouTube. No Brasil e em Portugal, foi exibida também no dia seguinte no Discovery Kids e no Canal Panda, respetivamente. Na Netflix, foi exibido em 13 de outubro de 2018 no Brasil, este sendo o último Equestria Girls com as suas dubladoras brasileiras oficiais.

## Produção
Sandbar, aparecendo tanto neste especial quanto na oitava temporada de My Little Pony: A Amizade É Mágica, foi pré-visualizada em uma imagem de "MY LITTLE PONY SERIES" de 2018, apresentado no webcast Hasbro 2017 Investor Day, a partir de 3 de agosto de 2017.
Uma novelização do especial, intitulado A Friendship to Remember, foi publicada em 5 de dezembro de 2017.
Em 13 de janeiro de 2018, teve um promo postado no canal do Discovery Family no Facebook.
Quincy, a tartaruga tem o nome de Ryan Quincy, o criador da série animada Disney XD Minhoca do Futuro, que Nick Confalone também escreve.
O camafeu do Flash Sentry no especial é "um remanescente de um rascunho inicial onde Wallflower estava dirigindo para longe em um estacionamento lotado, em vez de caminhar para [o] jardim". De acordo com Katrina Hadley, "o confronto era suposto para estar na frente de uma multidão", mas foi decidido que não era necessário e poderia parecer muito perigoso para os telespectadores mais jovens.
O especial foi adicionado ao aplicativo Discovery Family GO! em 22 de fevereiro de 2018, em seu formato de transmissão de televisão.

### Trilha sonora
Além da trilha sonora de William Anderson, Forgotten Friendship inclui duas músicas:
| Título            | Diretor musical | Composição musical                    | Duração |
| ----------------- | --------------- | ------------------------------------- | ------- |
| We've Come So Far | Nick Confalone  | Daniel Ingram, Trevor Hoffmann        | 1:50    |
| Invisible         | Nick Confalone  | John Jenning Boyd, Lisette Bustamante | 1:23    |

## Elenco
| Personagem                                           | Voz original em inglês                      | Dublador brasileiro                            |
| ---------------------------------------------------- | ------------------------------------------- | ---------------------------------------------- |
| Twilight Sparkle (Sci-Twi) Princesa Twilight Sparkle | Tara Strong Rebecca Shoichet (cantando)     | Bianca Alencar Victória Kühl (cantando)        |
| Applejack                                            | Ashleigh Ball                               | Cláudia Victória Vânia Canto (cantando)        |
| Rainbow Dash                                         | Ashleigh Ball                               | Silvia Suzy Corina Sabbas (cantando)           |
| Fluttershy                                           | Andrea Libman                               | Priscila Ferreira Mary Minóboli (cantando)     |
| Pinkie Pie                                           | Andrea Libman Shannon Chan-Kent (cantando)  | Tatiane Keplmair Andressa Andreatto (cantando) |
| Rarity                                               | Tabitha St. Germain Kazumi Evans (cantando) | Priscila Franco Bianca Tadini (cantando)       |
| Spike                                                | Cathy Weseluck                              | Francisco Freitas                              |
| Sunset Shimmer                                       | Rebecca Shoichet                            | Fernanda Bullara Vivi Mori (cantando)          |
| Princesa Celestia                                    | Nicole Oliver                               | Denise Reis                                    |
| Princesa Luna Vice-Diretora Luna                     | Tabitha St. Germain                         | Letícia Quinto                                 |
| Trixie Lulamoon                                      | Kathleen Barr                               | Kate Kelly Ricci                               |
| Wallflower Blush                                     | Shannon Chan-Kent                           | Clarice Espíndola                              |

## Episódios

### Resumo
| Temporada          | Episódios          | Episódios          | Data de início          | Data de fim             |
| ------------------ | ------------------ | ------------------ | ----------------------- | ----------------------- |
| Especial (editado) | Especial (editado) | Especial (editado) | 17 de fevereiro de 2018 | 17 de fevereiro de 2018 |
| 1 (não editado)    | 5                  | 5                  | 9 de março de 2018      | 6 de abril de 2018      |

### 1ª temporada
| N° | Título | Dirigido por | Escrito por    | Exibição original       | Exibição no YouTube                     |
| --- | --- | ------------ | -------------- | ----------------------- | --------------------------------------- |
| 1 | "A Friendship to Remember" "Uma Amizade Para Lembrar (BR) Uma Amizade Para Recordar (PT)"                                        | Ishi Rudell  | Nick Confalone | 17 de fevereiro de 2018 | 9 de março de 2018 10 de março de 2018  |
| Sunset Shimmer fica chocada ao descobrir que foi apagada das memórias de suas amigas!                        | |              |                |                         |                                         |
| 2 | "Homecoming" "Homecoming (BR) Regresso A Casa (PT)"                                                                              | Ishi Rudell  | Nick Confalone | 17 de fevereiro de 2018 | 16 de março de 2018 17 de março de 2018 |
| Sunset Shimmer volta à Equestria para descobrir mais sobre a magia que a apagou das memórias de suas amigas. | |              |                |                         |                                         |
| 3 | "Wiped Out" "Apagado (BR) Destruido (PT)"                                                                                        | Ishi Rudell  | Nick Confalone | 17 de fevereiro de 2018 | 23 de março de 2018 24 de março de 2018 |
| Sunset Shimmer procura por quem poderia ter usado a pedra da memória.                                        | |              |                |                         |                                         |
| 4 | "Good Cop, Great and Powerful Cop" "Bom Policial, Excelente e Poderosa Polícia (BR) Polícia Bom, Polícia Genial e Poderoso (PT)" | Ishi Rudell  | Nick Confalone | 17 de fevereiro de 2018 | 30 de março de 2018 31 de março de 2018 |
| Sunset Shimmer se junta à uma antiga inimiga (Trixie) em sua busca pela pedra da memória.                    | |              |                |                         |                                         |
| 5 | "Unforgettable" "Inesquecível (BR) (PT)"                                                                                         | Ishi Rudell  | Nick Confalone | 17 de fevereiro de 2018 | 6 de abril de 2018 7 de abril de 2018   |
| Sunset Shimmer encontra a pedra da memória e confronta seu atormentador de uma vez por todas.                | |              |                |                         |                                         |